# 賈廷安
賈廷安（か ていあん、1952年9月3日 - ）は、中華人民共和国の軍人。元中国共産党総書記江沢民の秘書、中国人民解放軍総政治部副主任。

## 概要
1952年9月3日河南省葉県生まれ。成都電訊工程学院（現電子科技大学）卒業。上海市長に抜擢された江沢民秘書を務め、江沢民の出世に付随し党総書記秘書、軍事委員会秘書などを歴任。現在、総政治部副主任、後に人民解放軍上将位が授与された。

## 来歴
- 1952年生まれ
- 1982年 成都電訊工程学院卒業
- 1985年 上海市長秘書（江沢民秘書）
- 1988年 上海市委員会公庁副主任
- 1989年6月 中国共産党中央委員会総書記秘書（江沢民秘書）、公庁（事務局）主任
- 1989年11月 中国共産党中央軍事委員会主席秘書（江沢民秘書）
- 1994年 党中央軍事委員会公庁副主任、軍事委員会主席公庁主任（兼任）
- 2003年12月 党中央軍事委員会主席公庁主任
- 2003年12月 総政治部副主任
- 2005年7月 授与解放軍中将
- 2011年6月 授与解放軍上将